# سيسنا سي آر-3
سيسنا سي آر-3 (بالإنجليزية: Cessna CR-3)‏ هي طائرة سباق، أحادية السطح. أنتجت في الولايات المتحدة. من صناعة سيسنا. كان أول طيران لها في يونيو 11, 1933. دخلت الخدمة في يونيو 17, 1933، انتهت خدمتها في 1933. صنع منها طائرة واحدة.